# تپه چیاکه
تپه چیاکه مربوط به کالکولیتیک و مفرغ است و در شهرستان دره‌شهر، بخش مرکزی، دهستان زرین‌دشت، ۱ کیلومتری شمال روستای قلعه تسمه واقع شده و این اثر در تاریخ ۹ بهمن ۱۳۸۶ با شمارهٔ ثبت ۲۰۷۱۷ به‌عنوان یکی از آثار ملی ایران به ثبت رسیده است.